# 中国人民解放军武装力量监察部
中国人民解放军武装力量监察部是中国人民解放军全军性的监察机关，负责监督和检查全军的战备、训练、编制、武器、装备、纪律、政治教育和后勤保障等方面的工作。

## 沿革
1954年中共中央军委成立后，1954年10月中央决定建立中国人民解放军武装力量监察部，定位为“在中央军委直接领导下的全军性的监察机关”，主要负责监督和检查全军的战备、训练、编制、武器、装备、纪律、政治教育和后勤保障等方面的工作情况。1955年6月22日，该部正式成立，元帅叶剑英任部长，下设4部2处1室：陆军监察部、海军监察部、空军监察部、后勤财务监察部、计划处、行政经济管理处、办公室。
到1955年8月，中国人民解放军形成了历史上领导机构规模最庞大的“八总部”时期，按序列依次为总参谋部、训练总监部、武装力量监察部、总政治部、总干部部、总后方勤务部、总财务部、总军械部。武装力量监察部排在第三位。在叶剑英部长以下，共有4名副部长：第一副部长周纯全上将、副部长杨至成上将、陈再道上将、阎揆要中将。1957年增补彭明治中将、倪志亮中将、钟赤兵中将为副部长。
同时期，军队还设有中国共产党中国人民解放军监察委员会，在内部会议上也称“解放军党的监察委员会”，于1955年9月成立，同年11月正式开展工作，首任书记是罗荣桓元帅，2名副书记是谭政大将、宋任穷上将。
中国人民解放军武装力量监察部与解放军党的监察委员会有较大区别。从性质上说，前者属于军队内部领导机关，后者属于中共中央派设在军队的党务工作机关。从主管工作上说，武装力量监察部对军队大部分工作均负有监督检查职责，而解放军党的监察委员会主要监督干部。从组织上说，武装力量监察部是中国人民解放军“八总部”之一，是独立的单设机关，而解放军党的监察委员会的具体工作主要由中国人民解放军总政治部组织部承担，不单设办事机构。从组成人员说，武装力量监察部成立初期的5名部领导均为军事干部，而解放军党的监察委员会领导都是政工干部。
1958年7日，中央军委扩大会议通过了《关于改变组织体制的决议》，将中国人民解放军“八总部”体制缩编为“三总部”。在此次改革中，训练总监部并入总参谋部，总干部部并入总政治部，总财务部、总军械部并入总后勤部。武装力量监察部则在1958年11月被一分为三，军事监察工作、政治监察工作、后勤财务监察工作分别划归总参谋部、总政治部、总后勤部管理。

## 机构设置
- 陆军监察部
- 海军监察部
- 空军监察部
- 后勤财务监察部
- 计划处
- 行政经济管理处
- 办公室[1]

## 历任领导
部长
- 叶剑英 元帅（1954年10月—1958年11月）

副部长
- 周纯全 上将（1954年10月—1958年11月，第一副部长）
- 杨至成 上将（1954年10月—1958年5月）
- 陈再道 上将（1954年10月—1955年3月）
- 阎揆要 中将（1954年10月—1958年5月）
- 彭明治 中将（1957年8月—1958年11月）
- 倪志亮 中将（1957年8月—1958年11月）
- 钟赤兵 中将（1957年8月—1958年11月）